# مبرهنة نابليون

مبرهنة نابليون.

في الهندسة الرياضية، تنص مبرهنة نابليون (بالإنجليزية: Napoleon's theorem)‏ على أنه إذا تم إنشاء مثلثات متساوية الأضلاع على أضلاع أي مثلث نحو الخارج أو نحو الداخل، فإن مراكز هذه المثلثات تشكل مثلث متساوي الأضلاع. يسمى هذا المثلث بمثلث نابليون.
يعزى اكتشاف هذه المبرهنة إلى نابليون بونابرت (1769-1821). إلا أنها ربما ترجع إلى أعمال ويليام روثرفورد في أعماله عام 1825 أربع سنوات بعد موت الإمبراطور الفرنسي نابليون. 

## البراهين
انظر أيضا تحاك.
هناك العديد من البراهين لمبرهنة نابليون، منها ما يعتمد على الحساب المثلثي ومنها ما يستعمل مقاربة تعتمد على التماثل ومنها ما يستعمل الأعداد المركبة.

## وصلات خارجية
- إيريك ويستاين، مبرهنة نابليون، ماثوورلد Mathworld (باللغة الإنكليزية).